# میدان نفتی البرز قم
میدان نفتی البرز قم از نخستین میدان‌های نفتی کشور است که با هدف اکتشاف نفت در مرکز ایران انتخاب شد و در شمال شهر قم به نتیجه رسید. آغاز علیات اکتشافی در دراوایل تیرماه سال ۱۳۳۰ بود و اولین چاه یک سال بعد در تیرماه ۱۳۳۱ به نفت رسید.

## تاریخچه کشف نفت در میدان البرز قم
نخستین بررسی‌های اولیه برای حفاری با چاه شماره یک آغاز شد که پس از مدتی به نتیجه نرسید و سپس حفاری چاه شماره دو برای گمانه زنی انجام شد. سرانجام چاه شماره سه در تاریخ ۱۲ تیرماه ۱۳۳۱ در عمق ۲۲۸۸ متری به مخزن نفت رسید. فشار اولیه این چاه ۴۰۰ اتمسفر بود. سرپرستی گروه اکتشافی را کارشناسان سوئیسی به رهبری اوگوست گاسنر بر عهده داشت.
مهم‌ترین اکتشاف نفتی در این منطقه چاه شماره ۵ میدان البرز بود که پس از نتیجه رسیده این چاه به فوران نفت از منجر شد و در مدت یکصد روزی که فوران نفت از آن ادامه داشت، روزانه
۱۲۰ هزار بشکه نفت خام از آن تخلیه شد که به‌عنوان بزرگ‌ترین فوران چاه نفت در تاریخ توسط گینس شناخته شده‌است پس از فوران جریان نفت توسط کارشناسان آمریکایی به اطراف هدایت و برای جلوگیری از خطرات ناشی از انفجار مخزن به آتش کشیده شد. میزان نفت به آتش کشیده شده برای مهار چاه نزدیک به ۵ میلیون بشکه تخمین زده می‌شود.
بر اساس مطالعات انجام گرفته در شرکت ملی نفت ایران کل ذخیره این میدان که به صورت طبیعی قابل تخلیه است، حدود ۱۰ میلیون بشکه برآورد شده که به نظر می‌رسد با تزریق گاز، میزان نفت قابل برداشت از این میدان به حدود ۱۶ میلیون بشکه قابل افزایش است.
همچنین مطالعات انجام شده در پژوهشگاه صنعت نفت حاکی از آن است که نفت این میدان از نوع مرغوب و با درجه سبکی ۳۷ ای پی آی است.

## توسعه میدان البرز قم
با گذشت نزدیک به ۶۴ سال از کشف میدان نفتی البرز قم مطالعات جدید اکتشاف حاکی از افزایش ۱۰۰ میلیون بشکه‌ای این میدان نفتی در مرکز کشور است.
جدیداً مطالعات اکتشافی در میدان نفتی البرز در شمال شهر قم حاکی از کشف ۱۰۰ میلیون بشکه ذخایر جدید نفت خام در این منطقه هیدروکربوری است.
مساحت این میدان نفتی را حدود ۶۰۰ کیلومتر مربع می‌باشد. با حفاری یک حلقه چاه امکان تولید روزانه ۲ هزار بشکه نفت خام از میدان البرز وجود دارد.
براساس مطالعات انجام گرفته با توسعه مجدد فاز اول میدان نفتی البرز قم امکان تولید روزانه ۵ هزار بشکه نفت خام وجود دارد.